# Batalha de Eckmühl
A Batalha de Eckmühl foi um conflito da chamada Guerra da Quinta Coalizão, ocorrido nos dias 21 de abril e 22 de abril de 1809 entre o exército austríaco e os exércitos de França, Baviera e Württemberg.

## Historia
Foi o ponto de virada da Campanha de 1809. Napoleão I não estava preparado para o início das hostilidades em 10 de abril de 1809, pelos austríacos sob o arquiduque Carlos da Áustria e pela primeira vez desde que assumiu a Coroa Imperial Francesa foi forçado a desistir da iniciativa estratégica para um oponente. Graças à obstinada defesa travada pelo III Corpo, comandado pelo Marechal Louis-Nicolas Davout, e pelo VII Corpo da Baviera, comandado pelo Marechal François Joseph Lefebvre, Napoleão foi capaz de derrotar o principal exército austríaco e tomar a iniciativa estratégica para o restante da guerra.

## Resultado
Os franceses venceram a batalha, mas não foi um confronto decisivo. Napoleão esperava poder pegar o exército austríaco entre Davout e o Danúbio, mas não sabia que Ratisbona havia caído e, portanto, deu aos austríacos um meio de escapar pelo rio.
No entanto, os franceses infligiram 10 700 baixas ao custo de apenas 3 000, e a rápida chegada de Napoleão testemunhou todo um realinhamento axial de seu exército (de um eixo norte-sul para um leste-oeste) que permitiu a derrota dos austríacos. A campanha subsequente levou à recaptura francesa de Ratisbona, ao despejo austríaco do sul da Alemanha e à queda de Viena.
Napoleão teria observado a série de manobras que culminaram em Eckmühl, foi "a melhor" que ele já conduziu.

Após a vitória em Eckmühl, o conselho de guerra de Napoleão levou à Batalha de Ratisbona.